# George Schott
Pour les articles homonymes, voir Schott.
George Adolphus Schott (également appelé George Augustus Schott) (25 janvier 1868 - 15 juillet 1937) est un mathématicien britannique. Il est surtout connu pour avoir développé la théorie complète du rayonnement des électrons voyageant à une vitesse proche de la vitesse de la lumière.

## Biographie
Né à Bradford de parents allemands, il poursuit ses études à la Bradford Grammar School (en) et étudie ensuite au Trinity College de Cambridge, où il obtient son baccalauréat ès arts en 1890. Après avoir obtenu son doctorat en sciences, il devient maître de conférences auprès de D.M. Lewis au département de physique. Après un congé d'un an, au cours duquel il voyage en Allemagne, il devient professeur de mathématiques appliquées à l'université d'Aberystwyth, où il passe le reste de sa carrière. En 1910, il devient président du département de mathématiques appliquées et enfin vice-président du college.
Au cours de ses premières années à Aberystwyth, il publie son ouvrage classique sur le rayonnement électromagnétique, qui fait suite aux travaux établis par Alfred-Marie Liénard. Ce n'est qu'en 1947 que la lumière bleue observée à proximité des accélérateurs de particules synchrotron, appelée « rayonnement synchrotron », est reconnue comme le rayonnement prédit par Schott. En 1909, il reçoit le prix Adams et en 1922 devient membre de la Royal Society . 
Schott reste l'un des derniers scientifiques « anti-quantiques » respectables, s'opposant au formalisme quantique introduit par Niels Bohr. En 1933, il publie la condition de non-rayonnement (en) d'une sphère chargée vacillante. 

## Publications
- On the Reflexion and Refraction of Light (1894)
- Electromagnetic radiation: And the mechanical reactions arising from it (1912)